# Niphargus aberrans
Niphargus aberrans is een vlokreeftensoort uit de familie van de Niphargidae. De wetenschappelijke naam van de soort is voor het eerst geldig gepubliceerd in 1972 door Sket.